# 托马斯·A·亨德里克斯

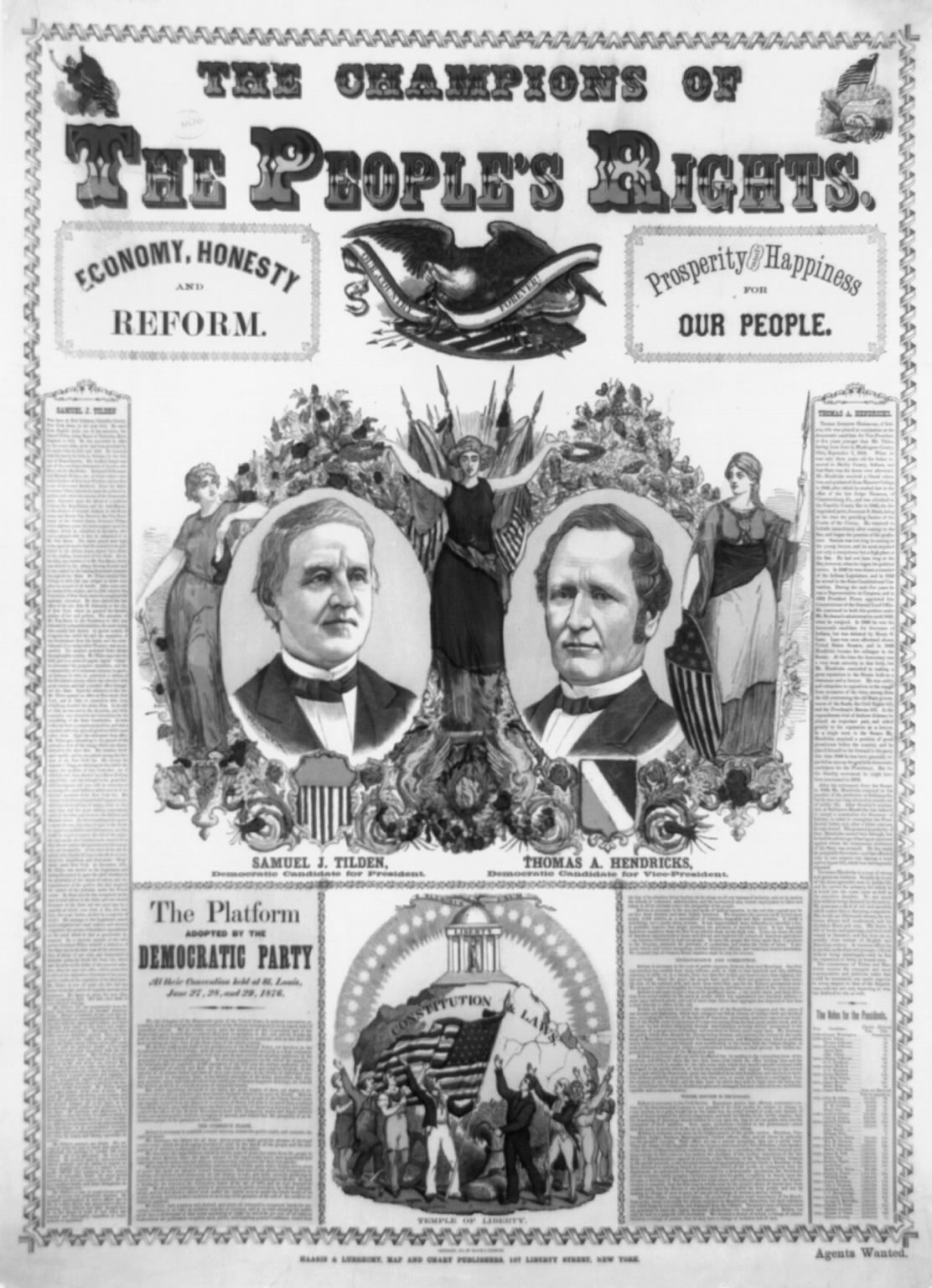
1876年选举竞选海报

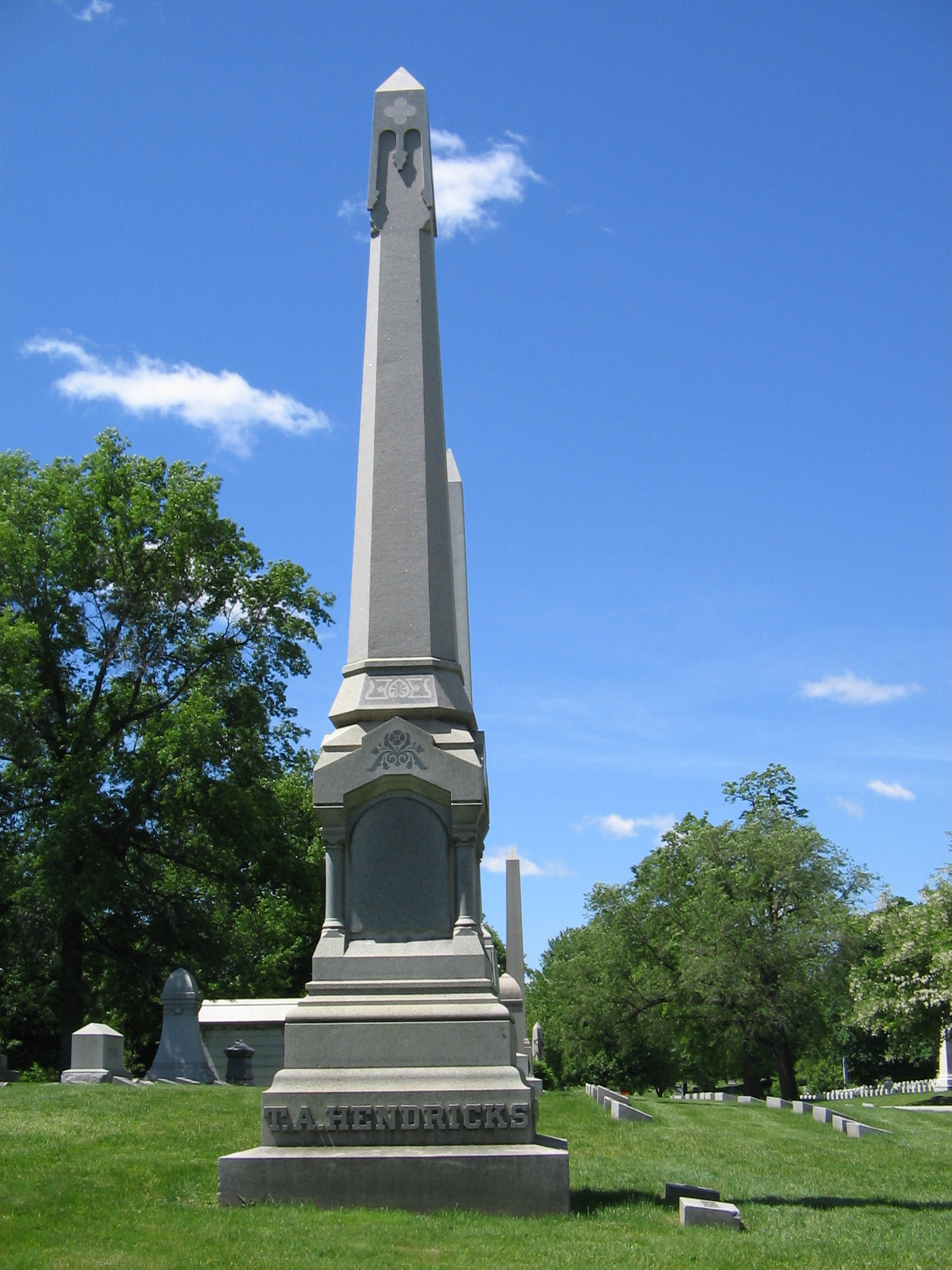
印第安纳波利斯的托马斯·A·亨德里克斯墓地

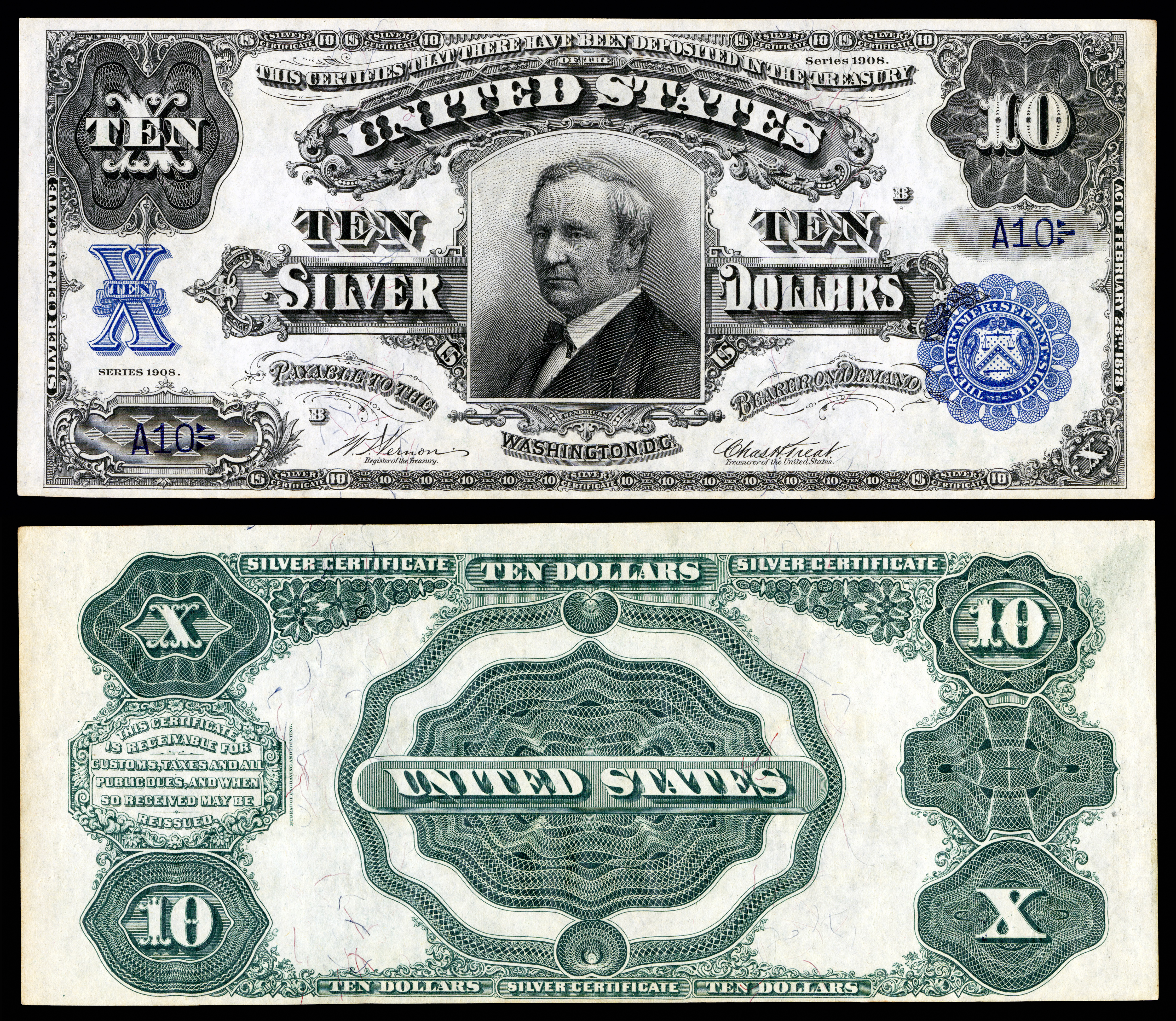
1908年出版的10美元亨德里克斯头像的银元券

托马斯·安德鲁斯·亨德里克斯（英語：Thomas Andrews Hendricks，1819年9月7日—1885年11月25日），美国民主黨领袖、副总统。1843年当律师。曾任印第安纳州众议员、美国参议员（1863年－1869年）和印第安纳州长（1873年－1877年）。1863年起一直是民主党的头面人物，尽管他忠于北方的联邦，但在许多方面上反对南北战争期间共和党的军事努力和战后美國重建南方的激进计划；他支持白人在南方的霸权，反对给解放的奴隶在政治或经济上的立法帮助。1884年当选为美国第21任副总统，但就职不到9个月便去世。

## 关联条目
- 印第安纳州州长
- 托马斯·A·亨德里克斯纪念碑
- 亨德里克斯 (西维吉尼亚州)，以他名字命名的城鎮

### 引用
1. ↑  Gugin, Linda C., and James E. St. Clair (编). . Indianapolis: Indiana Historical Society Press. 2006: 161. ISBN 0-87195-196-7.
2. ↑  . HendricksMn.com.   [2007-01-04]. （原始内容存档于2006-10-30）.